# Gigi Proietti
Gigi Proietti, nom artístic de Luigi Proietti (Roma, 2 de novembre de 1940 - Roma, 2 de novembre de 2020) fou un actor, presentador, director artístic i cantant italià.

## Biografia
Membre del cercle d'artistes de formació teatral, camp en el qual va tenir un èxit notable des dels anys 60 del segle xx. Famós per les seves habilitats com a transformista, es considera un dels màxims exponents de la història teatral italiana. Debuta l'any 1963 amb el Can Can degli italiani, per continuar interpretant sense descans nombrosos espectacles fins a A me gli occhi, please (1976), que va tenir rèpliques i versions fins als anys 1993, 1996 i 2000, visitant els principals teatres del país. Obtingué un rècord de més de 500 000 espectadors al Teatro Olimpico de Roma.
Destaca també Come mi piace (1983), Leggero leggero (1991) i els espectacles televisius Attore, amore mio (1982) i Io, a modo mio (1985).
Pel que fa al cinema, el seu paper més conegut fou a Febbre da cavallo (1976), en el paper del jugador d'apostes Mandrake, que amb el pas del temps ha esdevingut una pel·lícula de culte.
Gigi Proietti fou autor de doblatge posant la veu italiana al gat Silvestre dels dibuixos animats de Warner Bros, del geni de la lámpara a Aladdín de Walt Disney i d'actors americans com Robert De Niro, Sylvester Stallone, Richard Burton, Richard Harris, Dustin Hoffman, Charlton Heston i Marlon Brando.
A la pantalla petita va presentar, entre d'altres, el programa Fantástico 4 (1983) i va actuar com a protagonista en la sèrie Il maresciallo Rocca (1996).
El 2010 Gigi interpreta san Felip Neri a la pel·lícula Preferisco Il Paradiso.
Ha cantat amb el grup musical Trio Melody, amb Stefano Palatresi i Peppino di Capri, participant al Festival de San Remo el 1995 amb la cançó Ma che ne sai... (...se non hai fatto il piano bar).
També va conrear la poesia, component sonets publicats els anys 90 en una secció d'Il Messaggero de Roma, l'autobiografia (Tutto sommato qualcosa mi ricordo, 2013) o la narració d'anècdotes sobre el món teatral: Decamerino. Novelle dietro le quinte.
Gigi Proietti va morir la matinada del 2 de novembre del 2020, el dia que complia 80 anys, per una aturada cardíaca. L'últim projecte on va actuar va ser la pel·lícula Pinotxo (2019), dirigida per Matteo Garrone.